# 롬 (불가리아)

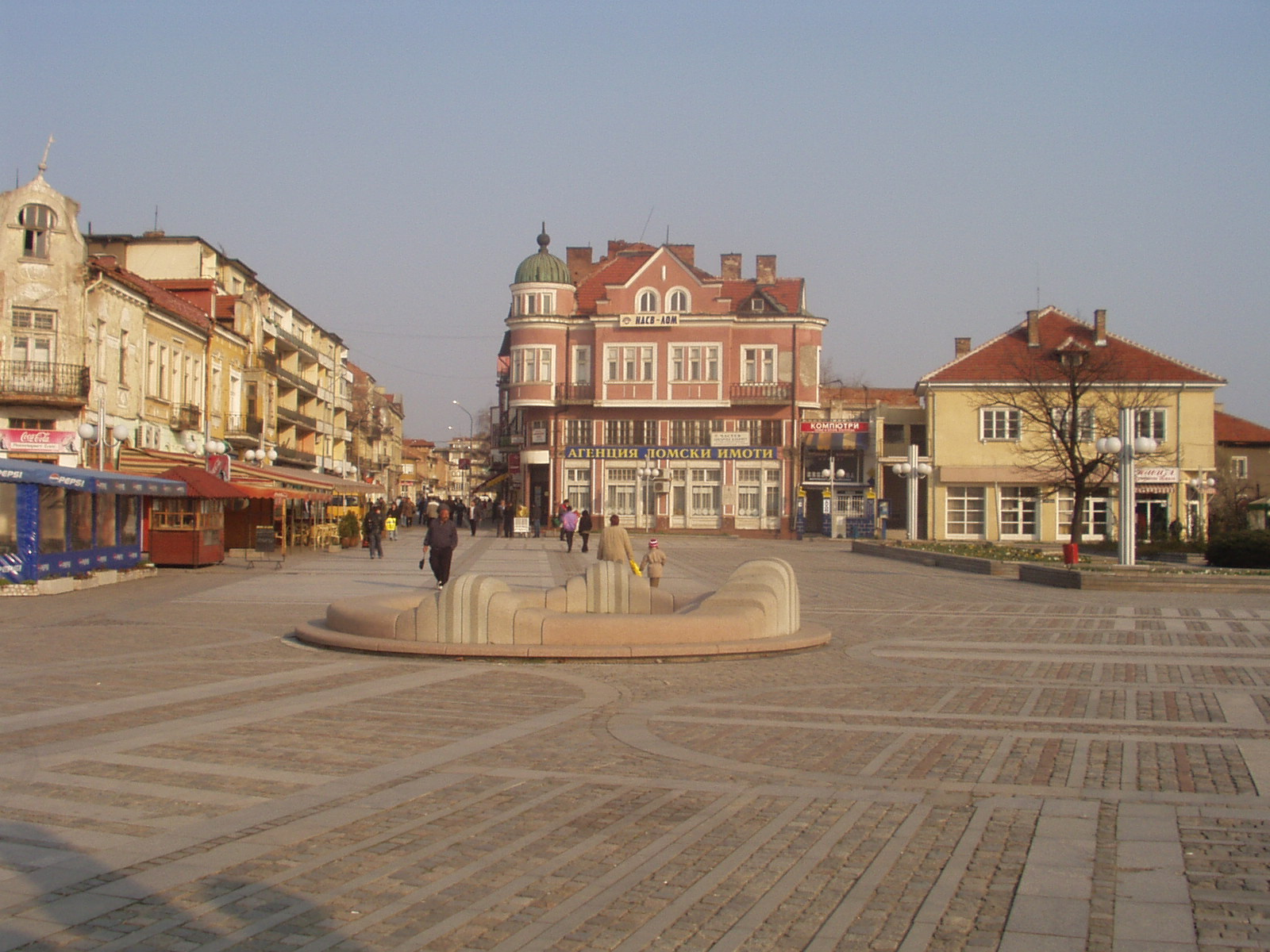
롬에 있는 슬로보다(자유) 광장

롬(불가리아어: Лом, Lom)은 불가리아 북서부에 위치한 몬타나주의 도시로, 인구는 24,300명(2009년 12월 기준), 높이는 20m이다. 다뉴브강 우안과 접하며 소피아(불가리아의 수도)에서 북쪽으로 162km, 비딘에서 남동쪽으로 56km, 몬타나에서 북쪽으로 50km, 코즐로두이에서 서쪽으로 42km 정도 떨어진 곳에 위치한다. 다뉴브강과 접한 불가리아의 하항으로는 루세에 이어 2번째로 큰 도시이다.

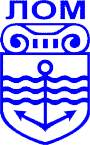
시 문장